# Canton de Bouglon
Le canton de Bouglon est une ancienne division administrative française située dans le département de Lot-et-Garonne, en région Aquitaine.

## Géographie
Ce canton était organisé autour de Bouglon dans l'arrondissement de Marmande. Son altitude variait de 35 m (Bouglon) à 172 m (Labastide-Castel-Amouroux) pour une altitude moyenne de 116 m.

## Histoire
De 1833 à 1839, les cantons de Bouglon et de Meilhan avaient le même conseiller général. Le nombre de cantons était limité à 30 par département.

## Représentation

### Conseillers généraux de 1833 à 2015
| Période | Période      | Identité                                                         | Étiquette        | Qualité |
| ------- | ------------ | ---------------------------------------------------------------- | ---------------- | --- |
| 1833    | 1839         | Victor de Bastard d'Estang                                       |                  | Militaire, député du Gers (1832-1837) Propriétaire à Ruffiac |
| 1839    | 1848         | Joseph Noguey de Cantecort                                       |                  | Propriétaire à Marmande et à Paris Maire de Gaujac (1821-1856) |
| 1848    | 1884 (décès) | Octave de Bastard d'Estang (neveu de Victor de Bastard d'Estang) | Droite           | Général de brigade, propriétaire à Ruffiac Officier de l'Instruction publique Député (1871-1876), Sénateur (1876-1879)                                                                         |
| 1884    | 1913         | Maxime de Botet de Lacaze                                        | Droite royaliste | Ancien capitaine de cavalerie Propriétaire à Labastide-Castel-Amouroux |
| 1913    | 1919         | Alexandre Nicolaï                                                | Rad.             | Avocat à la Cour d'appel de Bordeaux |
| 1919    | 1925 (décès) | Fernand de Botet de Lacaze (frère de Maxime de Botet de Lacaze)  | Conservateur     | Avocat, maître d'équipage Administrateur de la Banque de France à Agen, industriel au Clavier Propriétaire à Archambaud, près de Bouglon                                                       |
| 1925    | 1940         | Edward Labat                                                     | Rad.             | Négociant - Maire de Bouglon, conseiller d'arrondissement Nommé conseiller départemental en 1943                                                                                               |
|         |              |                                                                  |                  | |
| 1943    | 1943         | Léon de Botet de Lacaze de Barthez (1888-1956)                   |                  | Industriel, exploitant forestier Maire de Labastide-Castel-Amouroux Nommé conseiller départemental en 1943 Révoqué de ses fonctions en juillet 1943                                            |
|         |              |                                                                  |                  | |
| 1945    | 1949         | Edward Labat                                                     | Rad.             | Ancien maire de Bouglon |
| 1949    | 1967 (décès) | Pierre Drouilhet de Sigalas                                      | DVD              | Ingénieur Maire de Labastide-Castel-Amouroux |
| 1967    | 1979         | Jean Caillau                                                     | PCF puis PS      | Maire de Bouglon (1960-1977) |
| 1979    | 1998         | Jean Bordes                                                      | UDF Rad.         | Maire de Sainte-Gemme-Martaillac (1971-2001) |
| 1998    | 2015         | Raymond Girardi                                                  | PCF              | Agriculteur, responsable du MODEF, Maire d'Argenton depuis 2001 Président de la Communauté de communes des Coteaux et des Landes de Gascogne Élu en 2015 dans le canton des Forêts de Gascogne |

### Conseillers d'arrondissement (de 1833 à 1940)
| Période                                  | Période           | Identité                 | Étiquette   | Qualité |
| ---------------------------------------- | ----------------- | ------------------------ | ----------- | --- |
| 1833                                     | 1839              | Pierre Mérac de Duchossy |             | Juge de paix à Bouglon                                                                                      |
| 1839                                     | 1845              | M. de Rossanne           |             | Propriétaire à Cavagnan                                                                                     |
| 1845                                     | 1848              | Louis Mérac de Duchossy  |             | Propriétaire foncier à Bouglon                                                                              |
|                                          |                   |                          |             | |
| 1886                                     | 1887 (annulation) | M. Bordes                | Républicain | |
|                                          |                   |                          |             | |
| 1904                                     |                   | M. Dubrana               | Républicain | Maire d'Antagnac                                                                                            |
|                                          |                   |                          |             | |
| 1922                                     | 1925              | Edward Labat             | Radical     | Négociant à Bouglon                                                                                         |
| 1925                                     | 1934              | M. Combe                 | Radical     | |
| 1934                                     | 1940              | Jean-Gabriel Martinet    | Radical     | Maire de Romestaing                                                                                         |
| 1940                                     |                   |                          |             | Les conseils d'arrondissement ont été suspendus par la loi du 12 octobre 1940 et n'ont jamais été réactivés |
| Les données manquantes sont à compléter. |                   |                          |             | |

## Composition
Le canton de Bouglon groupait 10 communes et comptait 3 048 habitants (population municipale au 1er janvier 2010).
| Communes                  | Population (2012) | Code postal | Code Insee |
| ------------------------- | ----------------- | ----------- | ---------- |
| Antagnac                  | 221               | 47700       | 47010      |
| Argenton                  | 335               | 47250       | 47013      |
| Bouglon                   | 613               | 47250       | 47034      |
| Grézet-Cavagnan           | 352               | 47250       | 47114      |
| Guérin                    | 246               | 47250       | 47115      |
| Labastide-Castel-Amouroux | 321               | 47250       | 47121      |
| Poussignac                | 294               | 47700       | 47212      |
| Romestaing                | 147               | 47250       | 47224      |
| Ruffiac                   | 176               | 47700       | 47227      |
| Sainte-Gemme-Martaillac   | 343               | 47250       | 47244      |

## Démographie
| 1962  | 1968  | 1975  | 1982  | 1990  | 1999  | 2006  | 2010  | - |
| ----- | ----- | ----- | ----- | ----- | ----- | ----- | ----- | - |
| 2 533 | 2 937 | 2 650 | 2 644 | 2 676 | 2 556 | 2 820 | 3 048 | - |